# Neodexiopsis oculata
Neodexiopsis oculata är en tvåvingeart som först beskrevs av Stein 1911.  Neodexiopsis oculata ingår i släktet Neodexiopsis och familjen husflugor.
Artens utbredningsområde är Bolivia. Inga underarter finns listade i Catalogue of Life.